# Karen Gaviola
Karen Gaviola (* im 20. Jahrhundert) ist eine US-amerikanische Regisseurin, die ausschließlich an Fernsehserien arbeitet. 

## Karriere
2007 gewann Karen Gaviola den Image Award für die Lost-Episode Die ganze Wahrheit, bei der sie Regie führte. Verbindlich führte sie bei vielen weiteren Lost-Episoden Regie. Der Erfolg führte dazu, dass sie bei mehr als fünfzig Fernsehserien wie zum Beispiel CSI: Miami, Brothers & Sisters oder Law & Order Regie führte.

## Filmografie
- 1999–2001: New York Cops – NYPD Blue (NYPD Blue, 3 Folgen)
- 2002: Providence (Folge 4x14)
- 2002: Strong Medicine: Zwei Ärztinnen wie Feuer und Eis (Strong Medicine, Folge 3x13)
- 2003–2009: CSI: Miami (16 Folgen)
- 2004: Cold Case – Kein Opfer ist je vergessen (Cold Case, 2 Folgen)
- 2005: CSI: NY (Folge 1x13)
- 2005: Medical Investigation (Folge 1x19)
- 2005: Close to Home (Folge 1x02)
- 2005: The Inside (Folge 1x10)
- 2006: Crossing Jordan – Pathologin mit Profil (Crossing Jordan, Folge 5x13)
- 2006: Alias – Die Agentin (Alias, Folge 5x10)
- 2006: Justice – Nicht schuldig (Justice, Folge 1x03)
- 2006: Bones – Die Knochenjägerin (Bones, Folge 2x06)
- 2006–2007: Lost (2 Folgen)
- 2006–2008: Prison Break (4 Folgen)
- 2007: The Unit – Eine Frage der Ehre (The Unit, Folge 2x12)
- 2007: Lincoln Heights (Folge 1x08)
- 2007: Law & Order (Folge 17x18)
- 2007: Cane (Folge 1x08)
- 2007: Journeyman – Der Zeitspringer (Journeyman, Folge 1x10)
- 2008: Eleventh Hour – Einsatz in letzter Sekunde (Eleventh Hour, Folge 1x06)
- 2008: Brothers & Sisters (Folge 3x08)
- 2008: Without a Trace – Spurlos verschwunden (Without a Trace, 2 Folgen)
- 2009: Ghost Whisperer – Stimmen aus dem Jenseits (Ghost Whisperer, Folge 4x15)
- 2009: Lie to Me (Folge 1x10)
- 2009: Castle (Folge 2x06)
- 2009–2010: Dark Blue (2 Folgen)
- 2009, 2011–2014: Criminal Minds (6 Folgen)
- 2010: The Forgotten – Die Wahrheit stirbt nie (The Forgotten, Folge 1x10)
- 2010: Miami Medical (Folge 1x09)
- 2010: Chase (2 Folgen)
- 2010: The Whole Truth (2 Folgen)
- 2010–2012: Private Practice (4 Folgen)
- 2010–2013, 2015–2016: Navy CIS: L.A. (NCIS: Los Angeles, 7 Folgen)
- 2011: The Cape (Folge 1x07)
- 2011: Off the Map (Folge 1x11)
- 2011: Blue Bloods – Crime Scene New York (Blue Bloods, Folge 1x21)
- 2011: Alphas (Folge 1x04)
- 2011: Terra Nova (2 Folgen)
- 2011: Unforgettable (Folge 1x11)
- 2012: Nikita (Folge 2x17)
- 2012: Sons of Anarchy (Folge 5x08)
- 2012–2013, 2015–2016: Grimm (4 Folgen)
- 2013: Golden Boy (Folge 1x12)
- 2013: Hostages (Folge 1x05)
- 2013–2014: Chicago Fire (2 Folgen)
- 2013–2014: CSI: Vegas (CSI: Crime Scene Investigation, 3 Folgen)
- 2014: Chicago P.D. (2 Folgen)
- 2014: The Lottery (Folge 1x03)
- 2014: Legends (Folge 1x05)
- 2014: Gotham (Folge 1x09)
- 2014–2015: The Blacklist (4 Folgen)
- 2015: Marvel’s Agents of S.H.I.E.L.D. (Folge 2x18)
- 2015: Hell on Wheels (Folge 5x05)
- 2015: Supergirl (Folge 1x08)
- 2015–2016: Blindspot (2 Folgen)
- 2016: Animal Kingdom (Folge 1x04)
- 2016–2017: Lucifer (5 Folgen)
- 2017: The Gifted (Folge 1x04)
- 2017: Empire (Folge 4x07)
- 2018: Colony (Folge 3x07)
- 2018: Love Is_ (Folge 1x06)
- 2018–2019: Magnum P.I. (2 Folgen)
- 2019–2020: Hawaii Five-0 (6 Folgen)
- 2022: Paper Girls (2 Folgen)
- 2023: Shadow and Bone – Legenden der Grisha (2 Folgen)